# Cruz Martínez
Cruz Martínez (nacido el 21 de junio de 1972) es un músico y productor estadounidense de ascendencia mexicana.

## Discografía

### Álbumes con Kumbia Kings
- 1999: Amor, familia y respeto
- 2001: Shhh!
- 2002: All Mixed Up: Los Remixes
- 2003: 4
- 2003: Presents Kumbia Kings
- 2003: La Historia
- 2004: Los Remixes 2.0
- 2004: Fuego
- 2005: Duetos
- 2006: Kumbia Kings Live

### Álbumes con Los Super Reyes
- 2007: El Regreso De Los Reyes
- 2009: Cumbia Con Soul

### Álbumes con Nando
- 2016: Ven Báilala

### Programas de televisión
- La Academia 10 años... Jurado.